# Svetlana Gladiševa
Svetlana Aleksejevna Gladiševa (rusko Светлана Алексеевна Гладышева), ruska alpska smučarka, * 13. september 1971, Ufa.
Svoj največji uspeh kariere je dosegla na Olimpijskih igrah 1994, ko je osvojila srebrno medaljo v superveleslalomu, Na Svetovnem prvenstvu 1991 pa je osvojila bronasto medaljo v smuku. V svetovnem pokalu je tekmovala devet sezon med letoma 1990 in 1998 ter dosegla eno zmago in še tri uvrstitve na stopničke.